# All-terrain carrier

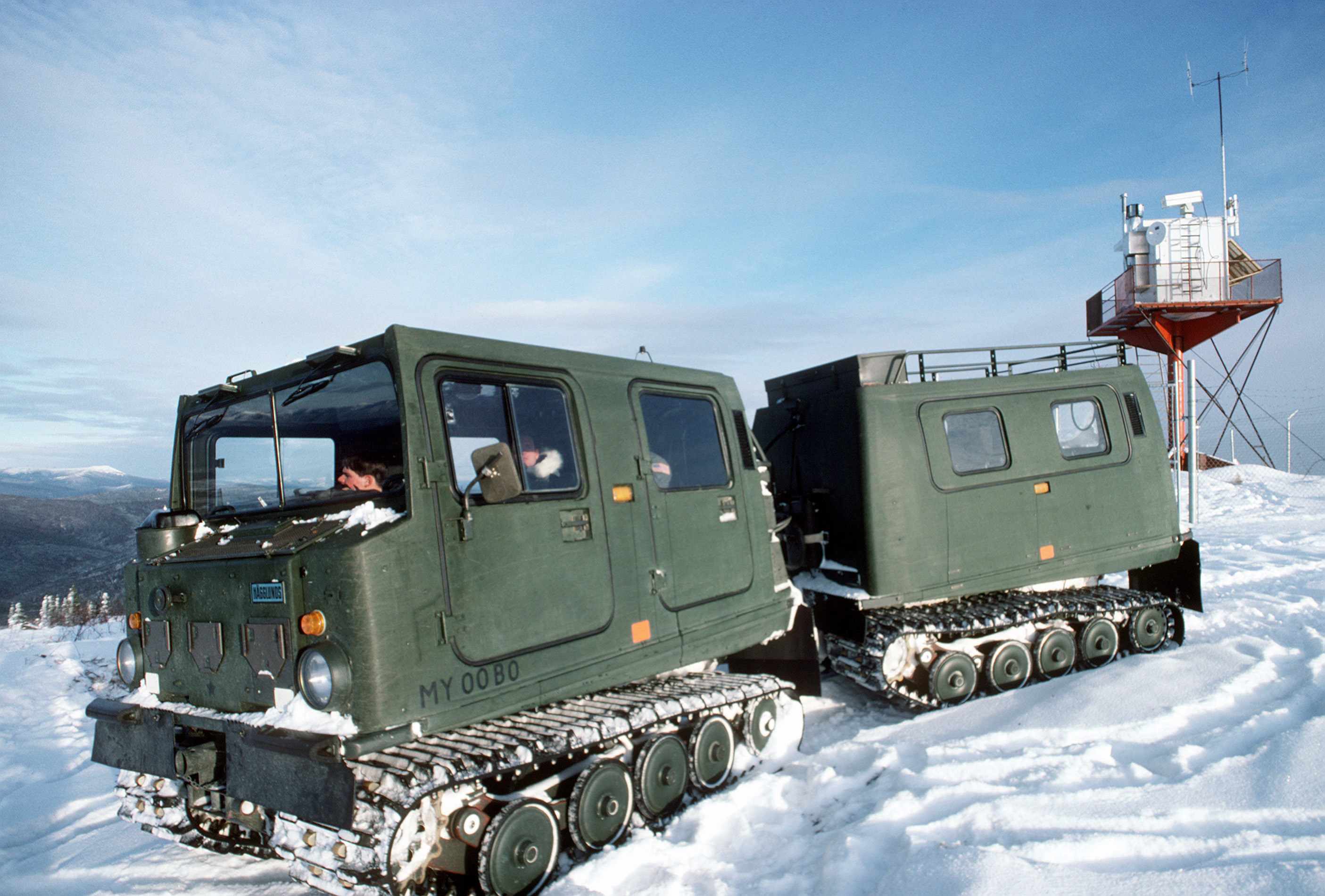
Een BV-206 (Bandvagn 206), een ATC van het Zweedse bedrijf Hägglund

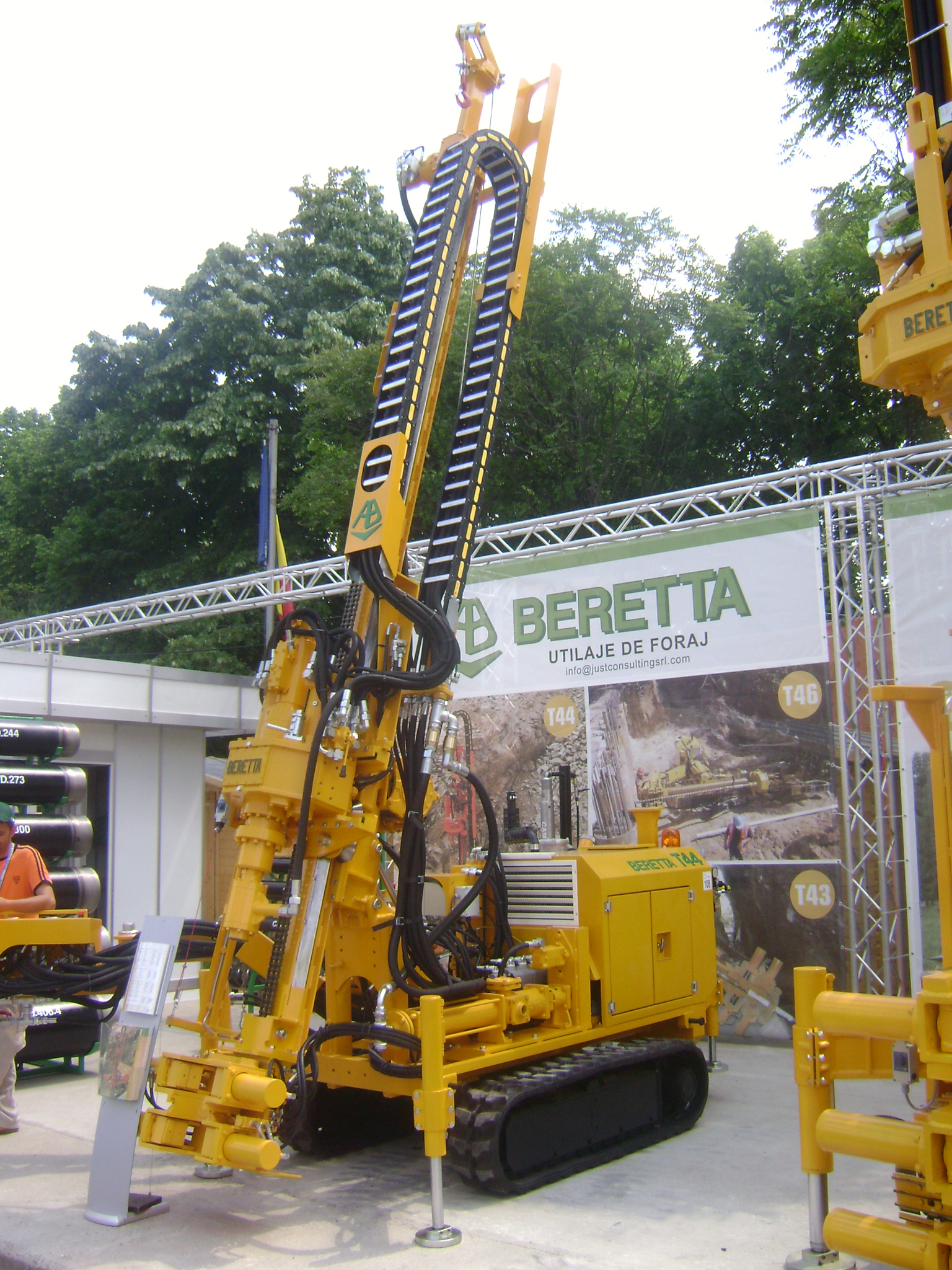
Een ATC met mobiele boortoren

Een all-terrain carrier of ATC is een transportmiddel voor ruig terrein.
All-terrain wil zeggen dat het voertuig geschikt is voor ruig, moeilijk begaanbaar terrein, het woord carrier duidt een vervoermiddel voor personen of materieel aan. De voertuigen kunnen voorzien zijn van wielen of rupsbanden.